# Сташков
Сташков (слч. Staškov) насељено је мјесто са административним статусом сеоске општине (слч. obec) у округу Чадца, у Жилинском крају, Словачка Република.

## Становништво
| Година:    | 1994. | 2004.   | 2014.   | 2024.   |
| ---------- | ----- | ------- | ------- | ------- |
| Број људи: | 2568  | 2686    | 2761    | 2759    |
| Разлика:   |       | +4,59 % | +2,79 % | -0,07 % |

| Година:    | 2023. | 2024. |
| ---------- | ----- | ----- |
| Број људи: | 2759  | 2759  |
| Разлика:   |       | +0 %  |

Према подацима о броју становника из 2011. године насеље је имало 2.771 становника.